# Witchaven
Witchaven est un jeu vidéo de type action-RPG et tir à la première personne développé par Capstone Software et édité par Intracorp Entertainment, sorti en 1995 sur DOS.
Il a pour suite Witchaven II: Blood Vengeance.

## Accueil
- AllGame : 2,5/5[2]